# Eskişehirspor
Az Eskişehirspor egy török labdarúgócsapat Eskişehir városából, melyet 1965-ben alapítottak. Tizenkét év után, 2008-ban sikerült visszakerülniük az első osztályba.

## Játékosok
| #  |                     | Poszt | Név                |
| -- | ------------------- | ----- | ------------------ |
| 3  | Brazília            | V     | Diego Ângelo       |
| 5  | Törökország         | V     | Sezgin Coşkun      |
| 6  | Törökország         | KP    | Alper Potuk        |
| 7  | Törökország         | V     | Volkan Yaman       |
| 8  | Portugália          | KP    | Pelé               |
| 9  | Skócia              | CS    | Kris Boyd          |
| 10 | Szenegál            | CS    | Diomansy Kamara    |
| 13 | Bosznia-Hercegovina | V     | Safet Nadarević    |
| 14 | Chile               | KP    | Rodrigo Tello      |
| 15 | Törökország         | CS    | Serdar Özbayraktar |
| 17 | Törökország         | KP    | Abdulaziz Solmaz   |
| 18 | Törökország         | KP    | Abdülkadir Kayalı  |
| 19 | Törökország         | KP    | Deniz Vural        |
| 21 | Törökország         | KP    | Burhan Eşer        |

| #  |             | Poszt | Név               |
| -- | ----------- | ----- | ----------------- |
| 26 | Törökország | CS    | Batuhan Karadeniz |
| 27 | Törökország | KP    | Mikail Albayrak   |
| 51 | Törökország | V     | Koray Arslan      |
| 55 | Törökország | KP    | Bülent Ertuğrul   |
| 58 | Törökország | CS    | Adem Sarı         |
| 77 | Törökország | KP    | Erkan Zengin      |
| 88 | Törökország | KP    | Veysel Sarı       |
| 99 | Törökország | K     | Kayacan Erdoğan   |
| —  | Törökország | K     | Sinan Ören        |
| —  | Brazília    | V     | Dedê              |
| —  | Törökország | V     | Tarık Mayhoş      |
| —  | Törökország | KP    | Tarık Çamdal      |
| —  | Törökország | CS    | Serdar Dursun     |

## Eredmények
- Turkcell Süper Lig
  - Második (3): 1969–1970, 1970–1971, 1972–1973
- Török kupa
  - Győztes (1): 1970–1971
  - Második (2): 1969–1970, 1986–1987
- Köztársasági elnöki kupa:
  - Győztes (1): 1970–1971
- Miniszterelnöki kupa:
  - Győztes (3): 1965–1966, 1971–1972, 1986–1987